# Большое Михалёво (Владимирская область)
Большое Михалёво — деревня в Александровском районе Владимирской области России, входит в состав Краснопламенского сельского поселения.

## География
Деревня расположена в 19 км на северо-запад от центра поселения посёлка Красное Пламя и в 44 км на северо-запад от города Александрова.

## История
В конце XIX — начале XX века деревня входила в состав Вишняковской волости Переславского уезда, с 1926 года в составе Тирибровской волости Александровского уезда. В 1859 году в деревне числилось 23 двора, в 1905 году — 34 двора, в 1926 году — 46 дворов. В середине XX века к Михалёву присоединена деревня Данилково (в 1926 году — 55 жителей), примыкавшая с северо-запада.
С 1929 года деревня являлась центром Михалевского сельсовета Александровского района, с 1941 года — в составе Антоновского сельсовета Струнинского района, с 1965 года — в составе Александровского района, с 1984 года — в составе Обашевского сельсовета, с 2005 года — в составе Краснопламенского сельского поселения.

## Население
| 1859 | 1905 | 1926 | 2002 | 2010 | 2021 |
| ---- | ---- | ---- | ---- | ---- | ---- |
| 212  | ↗217 | ↗247 | ↘16  | ↘5   | ↗33  |